# المعجم الكبير (مجمع القاهرة)
المعجم الكبير هو أضخم مشروع يتبناه مجمع اللغة العربية بالقاهرة، أكبَّ على إخراجه على غرار "معجم أكسفورد الكبير"، وحشد له جهود لجنته الخاصة وجهود الخبراء والمحررين المختصين في العمل المعجمي، فصدرت منه حتى الآن، على فترات متتالية، 19 مجلدًا (ولم يكتمل بعد، فما صدر يغطي من حرف الهمزة حتى جزء من حرف العين)، والعمل مستمر في هذا المعجم بنشاط ملحوظ في الأجزاء التالية. وبالمعجم لغة وأدب ونحو وصرف وبلاغة، وفيه أيضًا المصطلحات الشائعة في التاريخ والجغرافيا وعلم النفس والفلسفة والمعارف الإنسانية وعلوم الحياة والحضارة ومصطلحات علمية وتقنية ومصطلحات العلوم اللغوية والإنسانية والعلوم الحديثة والمستحدثة، لتُضفي عليه طابعه الموسوعي.

## الأجزاء والطبعات
الطبعة الأولى
- الجزء الأول: حرف الهمزة، صدر سنة 1970م.[1]
- الجزء الثاني: حرف الباء، صدر سنة 1981م.[2]
- الجزء الثالث: حرفا التاء والثاء، صدر سنة 1992م.[3]
- الجزء الرابع: حرف الجيم، صدر سنة 2000م.[4]
- الجزء الخامس: حرف الحاء، صدر سنة 2000م.[5]
- الجزء السادس: حرف الخاء، صدر سنة 2004م.[6]
- الجزء السابع: حرف الدال، صدر سنة 2004م.[7]
- الجزء الثامن: حرف الذال، صدر سنة 2008م.[8]
- الجزء التاسع: حرف الراء (القسم الأول)، صدر سنة 2012م.[9]
- الجزء العاشر: حرف الراء (القسم الثاني)، صدر سنة 2015م.[10]
- الجزء الحادي عشر: حرف الزاي، صدر سنة 2019م.[11]
- الجزء الثاني عشر: حرف السين (القسم الأول)، صدر سنة 2021م.[12]
- الجزء الثالث عشر: حرف السين (القسم الثاني)، صدر سنة 2020م[13]
- الجزء الرابع عشر: حرف الشين، صدر سنة 2021م.[14]
- الجزء الخامس عشر: حرف الصاد، صدر سنة 2022م.[15]
- الجزء السادس عشر: حرف الضاد، صدر سنة 2022م.[16]
- الجزء السابع عشر: حرف الطاء، صدر سنة 2024م.[17]
- الجزء الثامن عشر: حرف الظاء، صدر سنة 2024م.[18]
- الجزء التاسع عشر: حرف العين (القسم الأول)، صدر سنة 2025م.[19]

## وصلات خارجية
- موقع مجمع اللغة العربية بالقاهرة
- صفحة المعجم الكبير في موقع مجمع اللغة العربية بالقاهرة